# Jon Kyl
Jon Llewellyn Kyl (Oakland, Nebraska, 25 de abril de 1942) é um político estadunidense, senador pelo estado do Arizona. Integra o Partido Republicano.